# Hoplopleura scotinomydis
Hoplopleura scotinomydis är en insektsart som beskrevs av Johnson 1972. Hoplopleura scotinomydis ingår i släktet Hoplopleura och familjen gnagarlöss. Inga underarter finns listade i Catalogue of Life.